# 慶
慶（けい、1982年9月14日 - ）は、フリーの日本のお笑いタレント、俳優、YouTuber。本名及び旧芸名、金田 慶哲（かねだ けいてつ）。東京都出身。広島県尾道市在住。身長184cm、体重76kg。血液型O型。

## 来歴
2001年、スクールJCAに10期生として入学。卒業後はプロダクション人力舎に所属し「ロングショート」というコンビで活動するも、程なくして解散。その後は人力舎の養成所に入り直し、コンビ「.monkey（ドットモンキー）」や「アイアンボール」として活動。この頃から徐々に現在のチャラ男キャラの片鱗を見せ始める。
2005年、短期間でありながらプロダクション人力舎に再所属し「アイアンボーイ」（相方は現ハッピーエンドの田中慎之介）として活動。同年10月にワタナベコメディスクールへ3期生として入学。卒業後の2006年9月よりワタナベエンターテインメントに所属し、ピン芸人「慶」としての活動を本格的に開始。
2008年の新世代漫才アワード、及び同年のM-1グランプリでは、なちゅと「チャラなちゅパラダイス」という名前のコンビで出場した。また、2009年のM-1グランプリでは、同じ事務所に所属する芸人、らむのコンビ「チャラチャラチャラム」で出場。
テレビで初めて「チャラ男」という言葉を使った人物と自称している。

## 芸風
- チャラ男キャラでツアーガイド、刑事など様々な職業に扮したコントを演じる。
- 「エンタの神様」ではチャラ男のあるあるネタを披露しており、ブリッジに「CHA-LA HEAD-CHA-LA」のサビを歌いながらパラパラ（通称「チャラ男パラパラ」）を踊る。また、「チュリッス」や「マジダリい、マジダルビッシュ」を多用する。
- ドラえもんのパロディでチャラえもんというネタを行う。
- チャラオからチャラオニイサンになりチャラオジサンになりチャラオジイチャンになり死んだら夜に火葬してナイトオブファイヤーとして最後はお墓をデコるネタをやった。
- 錦織圭のパロディのチャラコリケイというネタをやる。実際テニスの大会で多数受賞している。
- パチンコやスロットを打つ時にチャラ打ちというパラパラを踊りながら打つ技をもつ。

## 人物
- 友人に誘われて見に行ったお笑いライブでのアンタッチャブルの漫才を見たことで触発され芸人を志した。
- ライブ終わりに直接、アンタッチャブルの楽屋に赴き「どうすれば芸人になれるのか?」と聞き、柴田英嗣から「養成所に行けばいい」と言われ、スクールJCAに入学[4]。JCA在籍当時は「ロングショート」「.monkey」「アイアンボール」というコンビでそれぞれ活動。
- 2012年にフジテレビのガチ桜という番組で小型船舶一級の国家試験に受かり、与那国島で自分で船を操縦してカジキマグロの角を手で掴みながら金属バットで頭を叩いて捕まえるカジキ漁に成功する。
- 2013年にチャラ男をもっと強化するためにチャラ男芸人からチャラオーナー芸人になり、相模原にメンズキャバクラの店をオープンさせる。オープン当時の苦悩を芸人報道で語った。
- 2019年6月、公式YouTubeチャンネル「チャラオンザTV」を開設。
- 兼ねてから芸人実業家を目指しており、2021年4月より瀬戸内しまなみ海道へ移住し、瀬戸田レモン産地直送専門店などに携わっている。

## 出演作品

### テレビ
- エンタの神様 （日本テレビ）- キャッチコピーは「渋谷系チャラ男芸人」
- 爆笑レッドカーペット （フジテレビ系） - キャッチコピーは「チャラ男の道は渋谷に通ずる」
  - コラボカーペットで狩野英孝（2008年6月18日放送）、クールポコ（7月16日放送）、髭男爵（10月29日放送）と共演。
  - その際ファンサービスを断るコラボ相手に対し「大丈夫だって、そんなにファンじゃねーし」と言うのがお約束。
- 新春ピンクカーペット（フジテレビ）- キャッチコピーは「チャラ男の道は渋谷に通ずる」
- サタネプベストテン（TBSテレビ）
- 世界一受けたい授業（日本テレビ）
- 芸人報道（日本テレビ）
- 有吉ジャポン（TBSテレビ）
- 炎の体育会TV（TBSテレビ）
- シブチャンドットTV（マルハンチャンネル）
- スロット人気ランキング当てるまで帰れま10（ニコナナ）
- おもスロい人々（スロット番組）
- くちコミ☆ジョニー（日本テレビ）
- リンカーン （TBSテレビ）
- ラジかるッ （日本テレビ）
- タモリのボキャブラ天国 大復活祭スペシャル（2008年、フジテレビ） キャッチコピーは「チャラそうな奴はだいたい友達」
- 2008年度上半期検定（2008年10月6日、フジテレビ）
- 太田光の私が総理大臣になったら…秘書田中。（日本テレビ）
- バニラ気分!（フジテレビ）
- お笑いDynamite!（TBSテレビ）- キャッチコピーは「ていうかチャラ男です」
- 『ぷっ』すま （テレビ朝日）
- 爆笑トライアウト（2009年5月29日、NHK総合）
  - 会場審査は6位（329TP）に終わるも、視聴者投票で1位（1358票）だったためオンバト挑戦権獲得。
- 爆笑オンエアバトル（NHK総合）戦績0勝1敗 最高261KB
- メレンゲの気持ち（2009年7月25日、日本テレビ）ゲスト
- ファミレストーク王決定戦（フジテレビONE）
- 爆笑問題のドッキリ パニックフェイス王（2009年10月1日、TBSテレビ）
- サンデージャポン（2009年7月26日、TBSテレビ）ロケゲスト。浜田ブリトニーとアトラクション体験した。
- おもいッきりPON!（2009年10月12日、日本テレビ）月曜日コメンテーターならび突撃芸人、山本高広の代役で出演
- ショーバト!（2010年8月10日、日本テレビ）
- 奇跡体験!アンビリバボー（2010年11月 - 、フジテレビ）レポーター
- PON!（2010年10月11日 - 2010年12月13日、日本テレビ）月曜日コメンテーター、レッド吉田から派遣された突撃芸人として隔週出演
- じっくり聞いタロウ〜スター近況（秘）報告〜（2018年5月10日、テレビ東京）
- 勇者ああああ〜ゲーム知識ゼロでもなんとなく見られるゲーム番組〜（2020年11月14日、テレビ東京）

### 映画
- ごくせん THE MOVIE（2009年7月11日）- 前田慶哲 役

### ドラマ
- 僕にはまだ友達がいない（NHK）- チャラ男 役
- ごくせん第2シリーズ（日本テレビ） - 黒銀学院高校3年D組：前田慶哲 役（レギュラー出演）
- 探偵 左文字進（TBS）- ホスト 役

### インターネット
- WEタウンBB「スタ缶」（2006年、あっ!とおどろく放送局）
- MIDTOWN TV金曜えみり・ジェンヌ（2007年、GyaO）

### 雑誌
- men's egg - 慶のギャルサー大図鑑 連載
- マルハンPRESS - 慶のマルハンしてる〜!? 連載

### CD・DVD
- ファーストシングル - チュリッス☆チュリッス
- セカンドシングル - チャライライライ
- チャライライライ政治ver
- 俄然パラパラ!!presents Campus Summit 2007（CD+DVD）
  - 「パラパラ・ジオ体操」きょうじゅおにいさん&あんぢぇおねいさん

Music by RAITO／Words by 藤澤学 produced by ZIPANG CAPTAIN KAIEDA Arragement by TSUKASA "RAITO"BABAPowered by ZIPANG
- 合言葉はチュリッス（DVD）
- キャンパスサミット（DVD）